# Socialistische Partij (Indonesië)
De Socialistische Partij (Indonesisch: Partai Sosialis, soms afgekort tot PS) was een politieke partij in Indonesië tijdens de Indonesische Onafhankelijkheidsoorlog.
De partij werd opgericht in december 1945 als een fusie van de kort daarvoor opgerichte partijen Socialistische Volkspartij (PARAS) van minister-president Soetan Sjahrir en Indonesische Socialistische Partij (PARSI) van minister van defensie Amir Sjarifoeddin.
Soetan Sjahrir was minister-president van Indonesië namens de PS in de kabinetten Sjahrir I, II en III. Er was toenemende onenigheid binnen de partij na de Overeenkomst van Linggadjati in november 1946, doordat Sjahrir positiever tegenover de Nederlandse posities stond dan Sjarifoeddin en veel van zijn volgers in de "Linkervleugel"-coalitie (Sayap Kiri), waaronder ook de Communistische Partij van Indonesië. Sjahrir trad af als premier en werd opgevolgd door Sjarifoeddin met de kabinetten Amir Sjarifoeddin I en II.
Het tweede kabinet van Sjarifoeddin viel op 23 januari 1948 over de Renville-overeenkomst. Sjahrir trok zich hierna officieel terug uit de PS en richtte op 12 februari 1948 de Indonesische Socialistische Partij (PSI) op, die het nieuwe kabinet-Hatta I zou steunen. Sjarifoeddin en de PS probeerden een eensgezinde linkse oppositie te creëren onder de naam Volksdemocratiefront (FDR), waaraan onder andere de Communistische Partij en de Indonesische Arbeiderspartij (PBI) deelnamen. De FDR was betrokken bij de zogenoemde Madioen-opstand in Madiun, die eindigde met de gevangenschap en executie van FDR-leiders waaronder Sjarifoeddin op 19 december 1948. Dit betekende ook het einde van de Socialistische Partij.